# Bạch Văn Cam
Bạch Văn Cam là một bác sĩ, thầy thuốc nhân dân người Việt Nam. Ông hiện là trưởng khoa cấp cứu Bệnh viện Nhi đồng 1, Thành phố Hồ Chí Minh.

## Tiểu sử
Bạch Văn Cam sinh ra tại huyện Cần Giuộc, tỉnh Long An. Ông bắt đầu đến với nghề y từ khi em út của ông qua đời vì viêm phổi. Năm 1974, ông tốt nghiệp và trở thành bác sĩ nội trú tại Bệnh viện Nhi Đồng 1. Ông đã nghĩ ra sáng kiến là đo áp lực tĩnh mạch trung ương ở vị trí khuỷu tay. Với sáng kiến này, nhiều bệnh nhi đã được truyền dịch kịp thời.
Ngoài ra, ông có nhiều phương pháp điều trị bệnh như: điều trị ong đốt bằng phương pháp lọc máu liên tục, xây dựng phác đồ chọn lọc điều trị cho bệnh nhi bị viêm ruột hoại tử mà không phải cắt bỏ ruột, quản lý suyễn trẻ em dựa vào trường học... Hiện ngoài việc nắm giữ vai trò cố vấn Khoa Hồi sức Cấp cứu, ông còn là Phó Chủ tịch Hội Hồi sức Cấp cứu Chống độc Việt Nam, Chủ tịch Hội Hồi sức Cấp cứu thành phố Hồ Chí Minh, Phó Chủ nhiệm bộ môn nhi Trường đại học Y khoa Phạm Ngọc Thạch.
Năm 2010, ông là 1 trong 73 cá nhân được Chủ tịch nước Việt Nam Nguyễn Minh Triết trao tặng danh hiệu Thầy thuốc nhân dân.